# Fédération nationale des musulmans de France
La fédération nationale des musulmans de France (FNMF) est une association créée le 26 octobre 1985 par Yacoub Roty,. Elle est soutenue, notamment financièrement[réf. souhaitée], par l'Arabie Saoudite mais est très proche du Maroc. Elle défend un islam traditionaliste.